# Віктор Альварес Дельґадо
Віктор Альварес Дельґадо (ісп. Víctor Álvarez; нар. 14 березня 1993, Барселона) — іспанський футболіст, захисник російського клубу «Арсенал» (Тула).

## Клубна кар'єра
У дорослому футболі дебютував 2010 року виступами за команду «Еспаньйол», в якій протягом наступних семи сезонів взяв участь у 76 матчах чемпіонату.
Влітку 2017 року уклав дворічну угоду з російським «Арсеналом» (Тула).

## Виступи за збірні
2009 року дебютував у складі юнацької збірної Іспанії (U-16), загалом на юнацькому рівні за збірні різних вікових категорій взяв участь у 14 іграх.
2013 року дебютував в офіційних матчах у складі невизнаної ФІФА і УЄФА збірної Каталонії.